# 高神村
高神村（たかがみむら）は、千葉県海上郡に存在した村。現在の銚子市の東南部に位置していた。
高神の地名は銚子市の町名「高神西町」「高神東町」「高神原町」として現存するほか、銚子市立高神小学校などにその名をとどめる。

## 地理
- 現在の銚子市の町名では、高神東町、高神西町、天王台、名洗町、小畑町、小畑新町、君ヶ浜、犬吠埼、長崎町、外川町、外川台町、犬若、高神原町が、高神村の村域にあたる。主要産業は農業・漁業であり、漁業の拠点になっていた外川には、小さな市街地が形成されていた。
- 村内には犬吠埼がある。
- 村は太平洋に面している。

## 歴史
- 1889年（明治22年）4月1日 - 町村制施行に伴い、近世以来の高神村が単独で自治体を形成。
- 1930年（昭和5年）9月6日 - 同日深夜から翌7日未明にかけて、重税や外川漁港改修事業の使途不明金問題に不満を抱く村民が暴徒化、村役場や駐在所、村長および村長派の村議の自宅が襲撃を受けた。（高神村騒擾事件）
- 1932年（昭和8年）12月12日 - 翌年に銚子市の発足を控え、地理的関係から高神村議会でも銚子市への参加が審議されたが、村の大きな財源となっていた海草採取の漁業権収入の扱いをめぐり、単独村制続行を唱える声が根強く銚子市への参加は見送られた。
- 1935年（昭和10年）6月22日 - 村内に立地する犬吠埼灯台の還暦祭が銚子市との共同事業として行われた。これを機に合併の機運が再び盛り上がる。
- 1937年（昭和12年）2月11日 - 銚子市に編入され、消滅。村役場跡は銚子市役所高神出張所（1957年廃止）となる。

| 1868年 以前 | 1868年 以前 | 明治22年 4月1日 | 昭和12年 2月11日 | 現在   |
| ----------- | ----------- | --------------- | ---------------- | ------ |
|             | 高神村      | 高神村          | 銚子市 に編入    | 銚子市 |

## 人口・世帯

### 人口
総数 [単位： 人]
| 1891年（明治24年） | 6,594 |
| 1908年（明治41年） | 7,594 |
| 1920年（大正 9年） | 7,316 |
| 1930年（昭和 5年） | 8,065 |

### 世帯
総数 [単位： 世帯]
| 1920年（大正 9年） | 1,444 |
| 1930年（昭和 5年） | 1,527 |

## 教育施設

### 小学校
- 高神尋常高等小学校（現・銚子市立高神小学校）

## 交通

### 鉄道
- 銚子鉄道（ → 銚子電気鉄道）
  - ■銚子鉄道線（ → 銚子電気鉄道線）
    - 君ヶ浜駅 - 燈台前駅（後の犬吠駅） - 外川駅